# Dire Straits (음반)
《Dire Straits》는 1978년 6월 9일, 영국의 록 밴드 다이어 스트레이츠의 데뷔 스튜디오 음반으로, 국제적으로 버티고 레코드, 미국의 워너 브라더스 레코드, 캐나다의 머큐리 레코드에 의해 발매했다. 이 음반에는 빌보드 핫 100 차트에서 4위, 영국 싱글 차트에서 8위에 오른 히트 싱글 〈Sultans of Swing〉이 있다. 이 음반은 독일, 호주, 프랑스에서 음반 차트 1위, 미국에서 2위, 영국에서 5위에 올랐다. 《Dire Straits》는 후에 미국과 영국 모두에서 더블 플래티넘 인증을 받았다.

## 녹음
《Dire Straits》는 1978년 2월 13일부터 3월 5일까지 런던의 베이싱 스트리트 스튜디오에서 녹음되었다. 마크 노플러는 녹음에 몇 개의 기타를 사용했는데, 하나는 1961년산 빨간색 펜더 스트라토캐스터와 다른 하나는 1962년산 기타이다. 그는 〈Water of Love〉와 〈Wild West End〉에서 1938년 내셔널 스타일 O 14 프레트 기타를 연주했다. 그는 또한 〈Setting Me Up〉에서 검은색 텔레캐스터 씬라인을 사용했다. 데이비드는 검은색 펜더 스트라토캐스터와 하모니 소버린 어쿠스틱 기타를 연주했다. 이 음반은 머프 윈우드에 의해 제작되었고, 레트 데이비스에 의해 엔지니어링되었으며, 그렉 콥의 도움을 받았다.

## 커버 아트
커버 아트는 척 로욜라에게 커버 페인팅을 의뢰한 호트하우스가 디자인했다. 뒷면 커버에 등장하는 다이어 스트레이츠 펜더 로고는 제프 할펀이 디자인했다.

## 반응
| 전문가 평가              | 전문가 평가 |
| 평가 점수                | 평가 점수   |
| 출처                     | 점수        |
| ------------------------ | ----------- |
| AllMusic                 | [ 4 ]       |
| Christgau's Record Guide | B           |
| Pitchfork                | 8.2/10      |
| Rolling Stone            | Positive    |

올뮤직의 회고적 리뷰에서 스티븐 토마스 얼와인은 이 음반에 "데뷔를 위한 놀라운 성취"라며 별 다섯 개 중 네 개를 주었다. 얼와인은 노플러의 "스페어하고 운치 있는 기타 라인과 허스키한 워블링"과 "음반의 스모키하고 낮은 분위기를 향상시키는 딜런스크 이미지에 대한 성향"을 칭찬했다.
《롤링 스톤》의 리뷰에서 켄 터커는 밴드가 "록, 포크, 컨트리 음악의 촘촘하고 예비적인 혼합을 조용한 정신과 재치 있는 아이러니로 표현합니다. 이는 마치 그들이 그들의 힘이 현재 업계에서 일어나고 있는 것과 아무런 관련이 없다는 것을 알고 있었지만, 전혀 신경 쓰지 않았다는 것과 같습니다."라고 썼다. 터커는 〈Sultans of Swing〉을 "피할 수 없는 갈고리"와 "보컬에서 밥 딜런 같은 으르렁"으로 선정했다. 그는 또한 〈Setting Me Up〉을 "천국의 숫자, 웃기고 씁쓸하다"고 칭찬했다.

## 곡 목록
모든 곡들은 마크 노플러에 의해 작사/작곡하였다.
| #  | 제목                      | 재생 시간 |
| -- | ------------------------- | --------- |
| 1. | 〈Down to the Waterline〉 | 3:55      |
| 2. | 〈Water of Love〉         | 5:23      |
| 3. | 〈Setting Me Up〉         | 3:18      |
| 4. | 〈Six Blade Knife〉       | 4:10      |
| 5. | 〈Southbound Again〉      | 2:58      |

| #  | 제목                 | 재생 시간 |
| -- | -------------------- | --------- |
| 1. | 〈Sultans of Swing〉 | 5:47      |
| 2. | 〈In the Gallery〉   | 6:16      |
| 3. | 〈Wild West End〉    | 4:42      |
| 4. | 〈Lions〉            | 5:05      |

## 인증
| 국가                                                                                         | 인증        | 판매량/출하량 |
| -------------------------------------------------------------------------------------------- | ----------- | ------------- |
| 오스트레일리아                                                                               | —           | 47,000        |
| 오스트리아 (IFPI 오스트리아)                                                                 | 골드        | 25,000*       |
| 캐나다 (뮤직 캐나다)                                                                         | 4× 플래티넘 | 400,000^      |
| 덴마크 (IFPI Danmark)                                                                        | 골드        | 10,000        |
| 프랑스 (SNEP)                                                                                | 플래티넘    | 400,000*      |
| 독일 (BVMI)                                                                                  | 플래티넘    | 500,000^      |
| 그리스 (IFPI 그리스)                                                                         | 골드        | 50,000        |
| 이탈리아 (FIMI) sales since 2009                                                             | 골드        | 25,000*       |
| 네덜란드 (NVPI)                                                                              | 플래티넘    | 100,000^      |
| 뉴질랜드 (RMNZ)                                                                              | 플래티넘    | 15,000^       |
| 스웨덴 (GLF)                                                                                 | 실버        |               |
| 스위스 (IFPI 스위스)                                                                         | 2× 플래티넘 | 100,000^      |
| 영국 (BPI)                                                                                   | 2× 플래티넘 | 600,000^      |
| 미국 (RIAA)                                                                                  | 2× 플래티넘 | 2,000,000^    |
| *판매량을 기반으로 한 인증 · ^출하량을 기반으로 한 인증 · 판매량+스트리밍을 기반으로 한 인증 |             |               |